# لاأدرية
اللَّا أَدْرِيَّة (بالفصل بينهما، وبسكون الدال، لا بفتحها) أو الأغنوستية (بالإنجليزية: Agnosticism) مُصطلح مشتق من الإغريقية (α-γνωστικισμός)، حيث الـ «α» تعني: «لا» و«γνωστικισμός» تعني: «المعرفة أو الدراية»، منحوتٌ من: «لَا»، و«أَدْرِي» (بسكون الدال؛ فعل مضارع)، وهي مذهبٌ فلسفي، يُؤمن بأن القيم الحقيقية للقضايا الدينية أو الغيبية غيرُ محددة، يَعجِز المرء عن تحديدها، ولا سِيَّما المتعلقة بالأمور الدينية الغامضة غير المعروفة عندهم كوجود الله وعدَمِه، وما وراء الطبيعة. وتختلف الأغنوستية عن الغنوصية، فالأُولىٰ: نفي وجود يقين ديني أو إلحادي، والثانية: نزعة فكرية صوفيةـ عُرفت في القرنين الأولين من العهد المسيحي خاصةً، تمزج الفلسفة بالدين، وتستند إلى المعرفة الحدسية العاطفية للوصول إلى معرفة الله.
وأما الفيلسوف وِليَم ليونَرد رو، فذكر أن اللا أدْريَّ: مَنْ لا يُؤمن بالذات الإلهية ولا يكفُر بها، والمؤمنَ: مَنْ يؤمن بها، والملحدَ: مَنْ يكفُر بها. وتختلف اللا أدْرية عن الإلحاد؛ فإنَّ الإلحاد هو الكفر بالإله، وأما اللا أدْرية فإنَّما هي تعليق الإيمان. وصاغ عالم الأحياء البريطاني تومَس هنري هكسلي سنةَ 1869 مصطلح اللا أدْرية، وكانت قبلَها بوادرُ شتى لبعض المفكرين بترويج آراء اللا أدْرية بالأعمال القديمة، كالفيلسوف الهندي سانايا بيلاتابوتا في القرن الخامس قبل الميلاد، فيما يتعلق بوجود أي شكل من أشكال الحياة البرزخية. وكالفيلسوف الإغريقي بروتاغوراس، في القرن السادس قبل الميلاد، ورأيه حول الديفات ونشأة الخلق، وهي جزء من النص المقدس ريجفدا، أحد النصوص الهندية القديمة في ما بين 1500 إلى 1200 قبل الميلاد في نشأة الكون. وقد كتب كثيرٌ من المفكرين في هذا الأمر باستفاضة منذ وَضَعَ هكسلي مصطلحَ اللا أدْرية.

## تعريف اللاأدرية
يرى توماس هنري هكسلي أن «اللاأدرية ليست عقيدة، إنما هي طريقة يكمن جوهرها في التطبيق الدقيق لمبدأ واحد. وهناك منظوران فيما يختص بمسائل الفكر، أولهما الإيجابي، الذي يشير إلى مبدأ اتبع عقلك لأبعد مدى بغض النظر عن أي اعتبار آخر؛ ثانيهما السلبي، الذي يؤول إلى أنه لاتسلم بصحة ثبوتها من عدمه». ووفقًا لويليام ليونارد روي، فإن اللاأدرية هي موقف فلسفي يؤكد أن الإنسانية تفتقر للأسس المنطقية الضرورية لتبرير أي معتقد، وهي المتعلقة بإثبات الذات الإلهية أو نفيها.

### أصل الكلمة
استخدم توماس هكسلي مصطلح اللاأدرية لأول مرة عام 1869، في خطابه أمام الجمعية الميتافيزيقية لشرح فلسفته، والتي رفضتها كل تصريحات المعرفة الروحية والغموضية. وسبقه قادة الكنيسة المسيحية في استخدام الكلمة الإغريقية (gnosis)، والتي تعني المعرفة لوصف المعرفة الروحية، حيث أنه لا ينبغي خلط اللاأدرية مع المذاهب الدينية المخالفة للتيار القديم للغنوصية؛ وبدوره، استخدم هكسلي مصطلح اللاأدرية بمعنى أوسع وأكثر تجريدًا؛ حيث عرَّف اللاأدرية على أنها ليست عقيدة مسيحية، ولكنها منهج بحث شكوكي معتمدًا على الأدلة. ومؤخرًا، استُخدام مصطلح اللاأدرية في المؤلفات العلمية ذات الصلة بعلم الأعصاب وعلم النفس، للإشارة إلى المعنى غير المعروف. أما في الأدب التقني والتسويق، فقد استُخدمت بمعنى الاستقلال عن بعض الوسائط، مثل البرمجيات والأجهزة المستقلة.

### اللاأدرية المشروطة
جادل ديفيد هيوم، فيلسوف الحركة التنويرية الإسكتلندية، في أن الإثباتات ذات المغزى بالعالم دائمًا ما تكون مقرونة بدرجة من الشك، مؤكدًا على أن عصمة الجنس البشري تعني أنهم لا يستطيعون الحصول على الثوابت المطلقة إلا بالحالات التافهة؛ حيث الإثبات صحيح من حيث التعريف مثل الطوطولوجيا وهي قول الشيء ذاته، أي أنه «ليس هناك عازب متزوج أو أن كل المثلثات بها ثلاثة رؤوس».

### أنواع اللاأدرية
اللاأدري هو شخص ليس لديه رأي محدد فيما يخص قضية وجود إله من عدمه، حيث أنه يُؤمن بأنه لا يمكن معرفة إذا كان هنالك إله أو لا. ومع ذلك، فقد صُنف اللاأدريون مؤخرًا إلى فئات مختلفة تشتمل على:
- لاأدري مُلحد هو الذي لا يؤمن بوجود معبود، ولكنه لا يدعي معرفته من عدمها.[29][30][31]
- لاأدري مؤمن هو الذي لا يدعي معرفة إله، ولكن في ذات الوقت يؤمن به.[29]
- لاأدري غير مكترث أو براجماتي: يؤمن بأنه لا يوجد دليل على وجود أو عدم وجود إله، حيث أنه يُمكن لأي إله أن يتصرف بلا مبالاة تجاه الكون أو رفاهية سكانه، وبالتالي، يكاد يكون وجوده منعدمًا في القضايا الإنسانية، والتي يجب أن يكون بنفس درجة أهمية إلوهيته.[32][33]
- لاأدرية قوية وتُسمى أيضًا اللأدرية الصارمة أو المنغلقة أو الدائمة، وهي التي تعتقد بأن التساؤلات المتعلقة بوجود أو عدم وجود إله أو ألهة والطبيعة النهائية للواقع هي أمور مجهولة، نتيجة إلى عدم قدرتنا الفطرية على التحقق من تجربة ما، إلا من خلال تجربة ذاتية. ونقلًا مقولة عن لاأدري قوي: «لا أستطيع أن أعرف هل هناك إله أم لا؟ وكذلك أنت».[34][35][36]
- لاأدرية ضعيفة وتُسمى أيضًا اللأدرية التجريبية أو المنفتحة أو المؤقتة، وهي التي تعتقد بأن وجود الإله من عدمه هي مسألة في الواقع خارج حدود المعرفة، ولكنها ليست بالضرورة أن تكون مجهولة. وبالتالي تدعو إلى تعليق الحكم فيها لحين وجود الأدلة، فإن وُجدت أصبح الحكم متاحًا. ونقلًا مقولة عن لاأدري ضعيف: «لا أعلم هل هناك إله أم لا؟ ولكن ربما في يوم من الأيام، إن وجدت أدلة، سيكون باستطاعتنا أن نكتشف شيئًا».[34][35][36]

## تاريخ اللاأدرية

### الفلسفة الهندوسية
كان هناك تقليد قوي من التنظير الفلسفي والشكوكي على مر تاريخ الهندوسية. اتخذ الريجفدا موقفًا لاأدريًا بشأن التساؤلات الأساسية: على سبيل المثال «من خلق الكون ولماذا؟ من خلق الآلهة ولماذا؟». وتقول الناساديا سكوتا، والمعروفة أيضًا بترنيمة الخلق، في الكتاب العاشر للريجفدا:

### الفلسفة اليونانية
ظهر الفكر اللاأدري، في صورة الشكوكية الفلسفية، كموقف فلسفي رسمي في اليونان القديمة. ويأتي من بين أبرز ممثليه كل من بروتاجوراس وبيرو وكارنياديس وسيكستوس إمبيريكوس، وإلى حد ما يأتي إلى جانبهم سقراط، الذي كان مدافعًا قويًا عن دراسة نظرية المعرفة من منظور تشككي.
قال بيرو أنه ينبغي علينا الامتناع عن إصدار الأحكام، حيث أنه لا يمكننا الجزم مطلقًا من الواقع الحقيقي. وإن وجود رأي ما هو أمر جائز، ولكن ليس بداعٍ المعرفة أو اليقين.
كان كارنياديس أيضًا مشككًا في كل ثوابت المعرفة، وعلى الرغم من أنه اقترح نظرية الاحتمالات، إلا أن اليقين يظل دائمًا صعب الوصول إليه. ومن جهته، رفض بروتاجوراس الأوصاف التقليدية للآلهة حيث قال:«فيما يتعلق بالألهة، ليس لدي أية وسائل لمعرفة وجودهم من عدمه، أو إلى أي جنس ينتمون؟ فإن هناك أشياءً كثيرةً تسببت في حجب المعرفة منها غموض الموضوع وقصر الحياة البشرية».

### هيوم وكانت وكييركيجارد
وضع كل من أرسطو وأنسلم كانتربري وتوما الأكويني ورينيه ديكارت حججًا في محاولة لإثبات وجود الله بعقلانية. بينما أقنع المنهج التجريبي التشككي ديفيد هيوم وتناقضية إيمانويل كانت والفلسفة الوجودية لسورين كيركغور العديد من الفلاسفة اللاحقين إلى التخلي عن هذا الأمر،
حيث اعتبروا أنه من المستحيل بناء أي دليل دامغ بوجود إله أو عدمه.

وكتب كيركغور في كتابه شظايا فلسفية عام 1844: 
| لاأدرية | دعونا نسمي هذا الكائن غير المعروف بالله. والذي منحناه إياه ما هو إلا مجرد اسم فقط. في بعض الأحيان، يراود العقل الرغبة في معرفة ما إذا كان ذلك الإله المجهول موجود أم لا. لو كان غير موجود، سيكون من المستحيل إثباته، وإن كان موجودًا، سيكون من الجنون إذن إثباته. وحينما بدأت مرحلة التحقق، افترضت أنه شيء مسلم به، وليس باعتباره شيئًا مشكوكًا في أمره، حيث أن هذا الافتراض لا يمكن تحقيقه. على النقيض، هناك افتراض لم يبدأ بعد، ولكن مفادته وبكل بساطة، يؤول إلى أنه في حالة عدم وجود الإله، فسيستحيل وجود كل ذلك. ولكن، بالمقابل، لو فكرت في تعبير إثبات وجود الله، فعليّ إثبات أن الكائن المجهول هو الله. وبذلك، أعبر بطريقة محبطة إلى حد ما عن ذلك، موضحًا عدم قدرتي على إثبات شيء، ولا حتى فكرة الوجود، ولكن قمت بتكوين منظور مفاهيمي. | لاأدرية |

### توماس هنري هكسلي

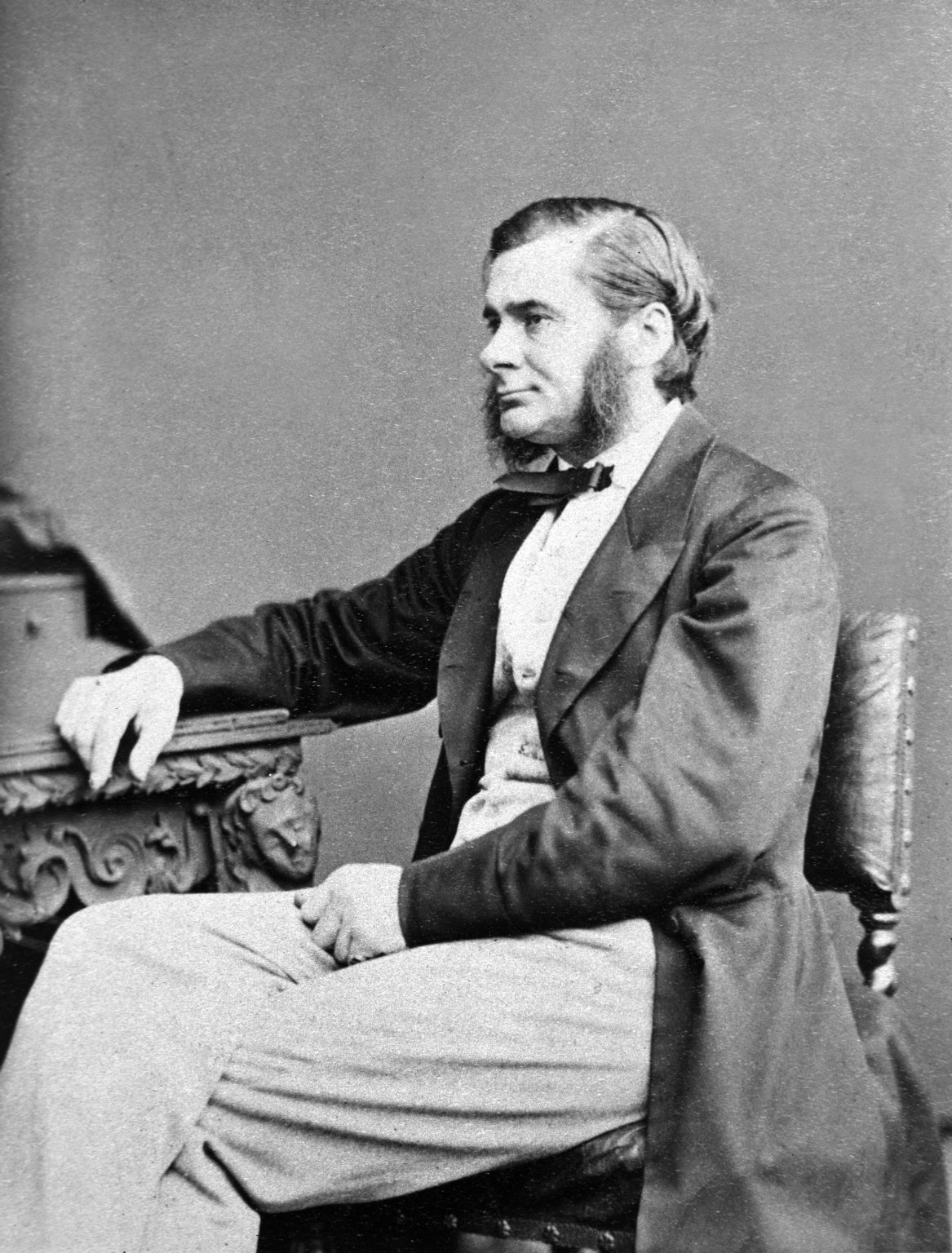
توماس هنري هكسلي.

الآراء اللاأدرية هي قديمة قدم الشكوكية الفلسفية، إلا أن مصطلحي لاأدري ولاأدرية وضعهما هكسلي لتلخيص أفكاره فيما يتعلق بالتطورات المعاصرة للميتافيزيقية من منظور ما هو غير مشروط لويليام هاملتون وما هو غير معروف لهربرت سبنسر. وعلى الرغم من أن هكسلي استخدم هذا المصطلح عام 1869، إلا أن آراءه قد نوقشت في وقت سبق ذلك. وفي خطاب مكتوب إلى تشارلز كينجسلي في 23 سبتمبرعام 1860، حلل هكسلي آراءه على نحو واسع قائلًا: 
| لاأدرية | أنا لا أؤكد ولا أنفي إشكالية خلود الإنسان. ولا أملك سببًا لأؤمن بها، ولكن، من ناحية أخرى، لا أملك وسائل لدحضها. ليس لي أي اعتراض على بداهة هذا المذهب. لا أحد يتعامل يوميًا وبشكل دائم مع الطبيعة يستطيع أن يعاني من صعوبات البداهة. أعطني تلك الأدلة التي تبرر لي الإيمان بأي شيء آخر، وسوف أؤمن به. لماذا لايجب أن نصدق؟ حتمًا إنه شيء رائع مثل الحفاظ على القوة أو فناء المادة [...] لا جدوى من التحدث معي بشأن التشبيهات والاحتمالات. أنا أعي ما أعنيه حين أقول أنني أعتقد في قانون التربيع العكسي، ولم ترتكز حياتي وأمالي على قناعات ضعيفة [...] شخصيتي هي الشيء الوحيد الأكثر ضمانًا، والذي أعلم أنه قد يكون صحيحًا. ولكن محاولتي أن أتصور كينونته يقودني إلى اللفظيات الدقيقة المجردة. لقد استطعت أن أتغلب على كل هذا الفيض من الأنا واللا أنا والنومينون والظاهرة، وكل ما تبقى من ذلك. وفي كثير من الأحيان، لا يمكن تجاهل التفكير في تلك المسائل، حيث يتعثر العقل البشري بالقرب من أعماقها. | لاأدرية |

وقد صرح مجددًا في المكتوب ذاته عام 1863:
| لاأدرية | لم يكن لدي أدنى تعاطف مع أسباب البداهة ضد الأرثوذكسية، وبالرغم من أنني أكن بطبيعتي وميولي كل الكراهية الممكنة تجاه جميع مدارس الملحدين والكفار، إلا أنني، رغمًا عني، ينطبق عليّ وبدقة كل ما يمكن وصفه بالمسيحي، وبقدر ما أستطيع أن أرى بحق الكافر والمُلحد. لا أستطيع أن أرى ظل أو ذرة دليل على أن العظيم المجهول الكامن وراء الظواهر الكونية سيكون مفيدًا لنا في علاقة بين الأب الذي يحبنا ويرعانا كما ذكرت المسيحية. وهكذا بالنسبة للعقائد المسيحية الكبيرة الأخرى مثل خلود الروح والحالة المستقبلية للثواب والعقاب، أي اعتراض أستطيع أن أبديه لتلك العقائد؟ أنني مضطرًا للإيمان بخلود ما نسميه المادة والقوة، وبحالة راهنة لا تُخطىء للثواب والعقاب على أفعالنا. أعطني أي دليل وسأكون على استعداد لقبوله بكل حماس. | لاأدرية |

وحول أصل كلمة لاأدري، قال هكسلي التفسير التالي لشرح موقفه:
| لاأدرية | عندما وصلت لمرحلة النضج الفكري، وبدأت أتساءل عما إذا كنت ملحدًا؛ مؤمنًا أم مؤمنًا بالكون وخالقه؛ ماديًا أم مثاليًا؛ مسيحيًا أم مفكرًا حرًا؟؛ اكتشفت أنه كلما تعلمت وتأملت كلما كانت الإجابة أبعد؛ حتى استنتجت في نهاية المطاف أنه ليس لدي مهارة أو أي جزء من كل تلك المسميات إلا الأخيرة. إن الشيء الوحيد الذي يتفق عليه معظم هؤلاء الناس الطيبون هو ذات الشيء الذي أختلف عليه معهم. لقد كانوا متأكدين من بلوغهم مرحلة الغنوصية، وأنهم قد نجحوا تقريبًا في حل مشكلة الوجود؛ بينما كنت متأكدًا نوعًا ما من أني قد فشلت في تحقيقه، وكنت على قناعة قوية أنها مسألة لا يمكن حلها. وبوقوف هيوم وكانت إلى جانبي، لم أستطع أصدق أن أتجرأ على تبني هذا الرأي بتلك السرعة […] وبذلك تأملت واخترعت ما رأيته عنوانًا مناسبًا يحمل اسم لاأدري. وجاء في فكري إيحاءً مناقضًا غنوصيًا من تاريخ الكنيسة، والتي أعلنت معرفتها الكثير من الأشياء ذاتها التي كنت أجهلها […] في النهاية، أنا راضٍ تمامًا لقبول هذا المصطلح. | لاأدرية |

### ويليام ستيوارت روس
استخدم الاسم المستعار صلاح الدين في كتاباته. دافع عن اللاأدرية بوصفها استكشافًا روحانيًا غير حاسم معارضًا لإلحاد تشارلز برادلاف. أكد في كتابه لماذا أنا لاأدري؟ أن اللاأدرية هي عكس الإلحاد تمامًا.

### روبرت إينجرسول

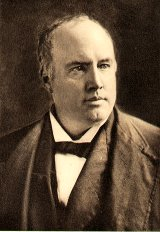
روبرت إينجرسول.

أصبح المحامي والسياسي روبرت جرين إينجرسول من ولاية إلينوي متحدثًا شهيرًا بالولايات المتحدة في القرن التاسع عشر، وعُرف بأنه اللاأدري الأعظم، حيث قال في خطابه عام 1896 بعنوان لماذا أنا لاأدري:
| لاأدرية | هل هناك قوة خارقة للطبيعة وعقل تعسفي وإله مُنصَب وإرادة عليا تحرك الأمواج والتيارات في العالم، والتي تقدسها كل الأسباب؟ أنا لا أنكر ولا أعرف، ولكني لا أعتقد. أنا أؤمن بأن الطبيعة هي العليا، وأنه لا يمكن لأي حلقة أن تضيع أو تنكسر بداخل أي سلسلة لا نهائية، وبأنه لا يوجد هناك قوة خارقة للطبيعة تسمع صلواتنا، وبالمثل لا توجد أي قوة سوى العبادة تمكن إقناعنا أو تغييرنا، وبأنه لا توجد أي قوة تهتم الإنسان. أنا مؤمن بأن الطبيعة تحتضن الجميع بأذرعها اللانهائية، وبأنه لا يوجد تدخل أو صدف، وأن هناك أسبابًا ضرورية ولا تُعد وراء كل حدث، والتي يجب أن تُخلف الآثار الضرورية التي لا تحصى. هل هناك إله؟ لا أعلم، هل الإنسان خالد؟ لا أعلم. ولكن ما أعلمه هو أنه لا يستطيع كل من الأمل والخوف والإيمان والإنكار تغيير الواقع. إن الواقع كما هو، وسيكون كما ينبغي أن يكون. | لاأدرية |

وفي الختام، لخص إنجيرسول موقف اللاأدرية قائلًا: «بإمكاننا أن نكون صادقين بدلًا من أن نكون غير ذلك، وعندما نُسأل عن هل هناك ما هو غير معروف وراء الأفق، ينبغي لنا أن نقول أننا لا نعرف».

### بيرتراند راسل

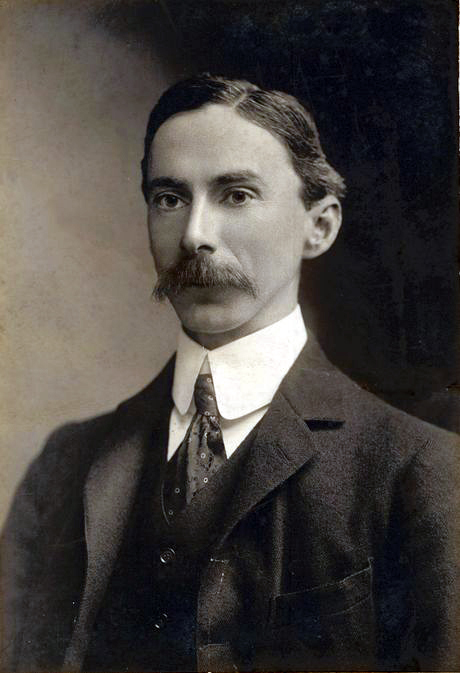
بيرتراند راسل.

يُقدم مقال لماذا لست مسيحيًا لبيرتراند راسل، والمستند على إحدى خطاباته عام 1927، والذي ضمنه لاحقًا في كتاب بنفس الاسم، عرضًا كلاسيكيًا للاأدرية.
 طلب راسل من قرائه أن يقفوا على أقدامهم وينظروا بصورة حيادية ومباشرة للعالم بأسلوب جريء وبعقل منفتح.
وعرّف نفسه بوصفه ملحدًا في كتابه وجود وطبيعة الله عام 1939، قائلًا: «إن وجود وطبيعة الله هو موضوع يُمكن تحليله فقط من المنتصف. فإذا توصل أحد لاستنتاج سلبي بخصوص الجزء الأول من السؤال، فإن الشق الآخر لن ينشأ. وموقفي، كما لاحظتم، هو سلبي حيال تلك المسألة». ومع ذلك، أكد بالمقال نفسه بخصوص تحليل المفاهيم الحديثة وغير المجسمة للإله: «ذلك النوع المعبودي، كما أعتقد، لا يمكن دحضه في الواقع، في حين أن يُمكن ذلك مع الخالق القاهر والمحب للخير».

وفي مقال آخر باسم هل أنا ملحد أم لاأدري؟: نداءًا إنسانيًا للتسامح وجهًا لوجه مع العقائد الجديدة عام 1947، عكس راسل مسألة كيفية تسمية نفسه فائلًا: 
| لاأدرية | كفيلسوف، إذا كنت أخاطب جمهورًا فلسفيًا بحتًا، ينبغي عليّ أن أصف نفسي بأني لاأدري، حيث أنني لا أعتقد أن هناك حجة قاطعة من قبل أي شخص تُثبت أنه ليس هناك إله. ومن ناحية أخرى، إذا كنت أريد إيصال الفكرة الصحيحة إلى الرجل العادي في الشارع، أعتقد أنه ينبغي عليّ القول بأنني مُلحد، لأنني حينها سأخبره بأنني غير قادر على إثبات عدم وجود إله، بالإضافة إلى أنني لا أستطيع إثبات عدم وجود آلهة هوميروسية. | لاأدرية |

وكتب راسل في مقاله ما هو اللاأدريعام 1953: «يعتقد اللأدري أنه من المستحيل معرفة حقيقة بعض القضايا مثل الإله أو الحياة الأخرة بعد الموت مثل التي تؤمن بها المسيحية وبعض الأديان الأخرى. وإن لم يكن مستحيلًا، فعلى الأقل هو كذلك في الوقت الحالي». وأضاف لاحقًا: «أعتقد بأنني إذا سمعت صوتًا من السماء يتنبأ بما سيحدث في الأربع وعشرين ساعة القادمة، بما في ذلك الأحداث التي قد تبدو بعيدة الاحتمال، ثم وقعت هذه الأفعال بالفعل لاحقًا، ربما سأقتنع حينها، على الأقل، بوجود قوى استخباراتية خارقة».

### ليزلي ويزرهيد

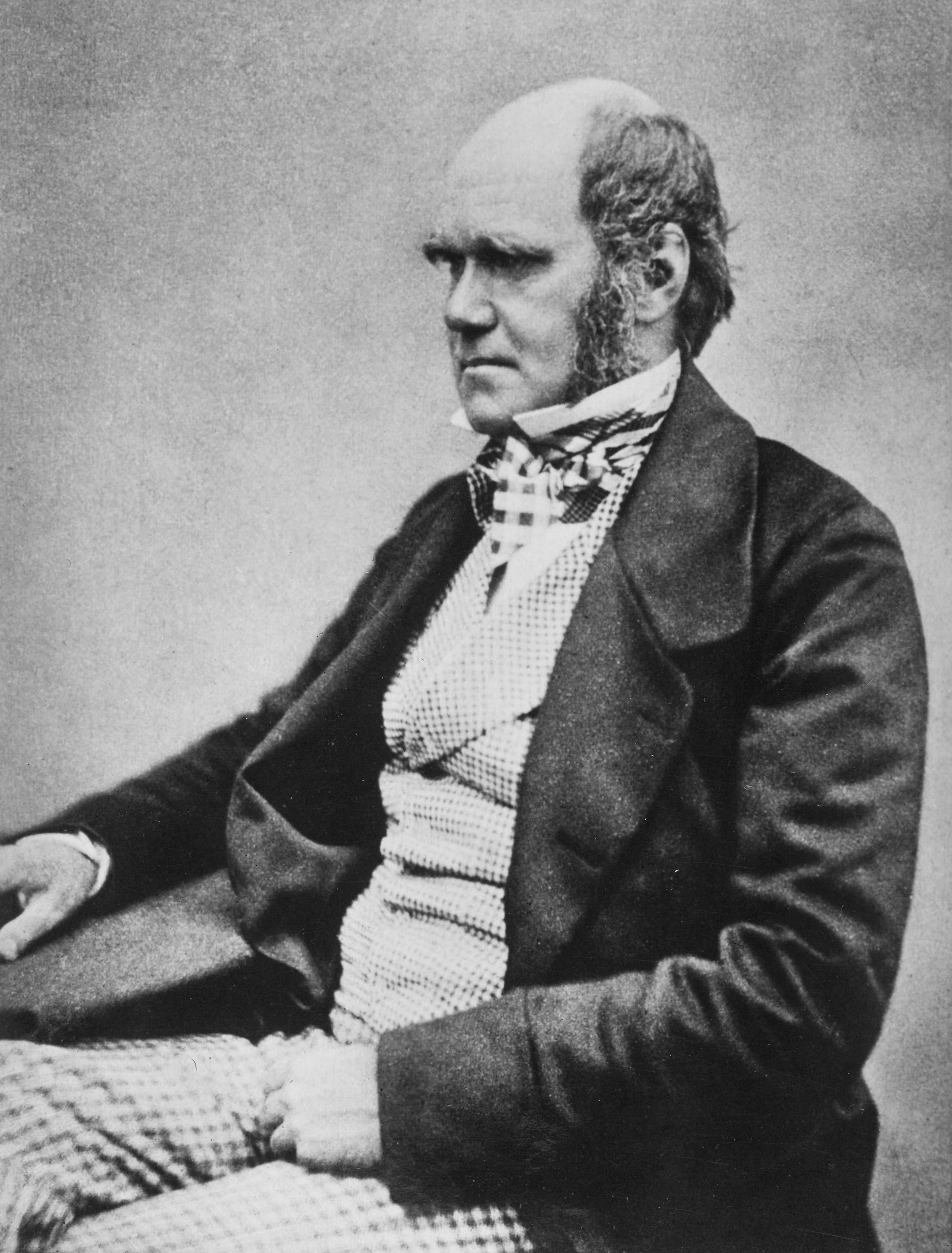
تشارلز داروين.

في عام 1965، نشر عالم اللاهوت المسيحي ليزلي ويزرهيد كتاب المسيحي اللأدري وجادل قائلًا: «[…] أعلن الكثير من اللاأدريين أنهم على مقربة من الإيمان بالإله الحقيقي، عن أبناء الرعية التقليديين الذين يؤمنون بجسد لا وجود له، ويدعونه الله، عن طريق الخطأ».
وعلى الرغم من تشدد ورفض علماء الدين التقليديين، فإن لاأدرية ويزرهيد تُعتبر بعيدة عن لاأدرية هكسلي بما فيها اللأدرية الضعيفة: «بطبيعة الحال، إن النفس البشرية لديها القدرة دائمًا على رفض فكرة وجود إله، حيث إن الاختيار ضروري بطبيعته، ولكن لا أستطيع أن أصدق أن أحدًا، في النهاية، سيفعلها».

### تشارلز داروين
نشأ تشارلز داروين في بيئة دينية، ودرس ليصبح كاهنًا أنجليكانيًا. وعلى الرغم من أنه بدأ يتشكك في أجزاء من عقيدته مع مرور الوقت. واصل تقديم المساعدة في شؤون الكنيسة، إلا أنه تجنب حضور القداس. صرح داروين «بأنه سيكون من العبث التشكيك بأن الإنسان يمكنه أن يكون مؤمنًا عاطفيًا وتطوريًا». وبالرغم من التحفظ حول آرائه الدينية، إلا أنه كتب في عام 1879: «لم أكن قط ملحدًا من منظور إنكار وجود إله. وأعتقد أن معظمهم […] لاأدري هي الوصف الأصح لعقليتي».

## الديمغرافيا

نسبة الملحدين واللاأدريين في العالم سنة 2007.

عادة لا تفرق الخدمات الديموغرافية بين الأنواع المختلفة للادينيين، حيث أنها في أغلب الأحيان، تُصنف اللاأدريين ضمن نفس الفئة التي ينتمي إليها المُلحدين واللادينيين.

نسبة مواطني الاتحاد الأوروبي الذين أجابوا ، وفقًا لما جاء في سنة 2005.

في عام 2012، قامت الشبكة العالمية المستقلة ومؤسسة غالوب الدولية بالائتلاف التجاري وين/جيا بعمل استبيان، طرحت به التساؤل التالي: «بغض النظر عن ذهابك إلى دور العبادة من عدمها، هل تقول أنك شخص متدين أو لاديني، أم أنك مُلحد مقتنع؟». وكانت النتيجة أنه 59% ممن قاموا بالإجابة يُعدون أنفسهم من المتدينين، بينما نسبة 23% من اللادينيين، فيما أعلن 13% إلحادهم عن اقتناع. وكشفت الدراسة التي نُشرت في الموسوعة البريطانية عام 2010 أن الأشخاص اللادينيين أو اللاأدريين يشكلون نسبة 9.6% من إجمالي سكان العالم. وفي الدراسة الأخرى التي نُشرت في صحيفة فاينانشال تايمز في نهاية عام 2006، وطُبقت على الولايات المتحدة وخمسة دول أوروبية، فقد أظهرت أن معدلات اللاأدرية بالولايات المتحدة كانت 14%، بينما ظهرت بنسبة أكبر في أوروبا؛ ففي إيطاليا، قُدرت بنسبة 20%؛ وفي إسبانيا قُدرت بنسبة 30%؛ أما في بريطانيا العظمى، كانت النسبة 35%؛ وتضاءلت في كل من فرنسا لتصبح 32% وألمانيا لتصبح 25%.
وأظهرت الدراسة التي أجراها مركز بيو للدراسات عام 2010 أن ما يقارب من نسبة الـ16% من إجمالي سكان العالم ليس لديهم انتماء ديني، وبذلك تحتل المركز الثالث من حيث الترتيب بعد المسيحية والإسلام. ووفقًا لدراسة أخرى أجراها نفس المركز عام 2012، فإن اللاأدريين يمثلون نسبة 3.3% من البالغين الأمريكيين.
وأظهر موقع استطلاع المركز الديني، نقلًا عن مركز بيو للدراسات، أن 55% من اللاأدريين يعبرون عن الإيمان بالله أو الروح الكونية، بينما أعلن نسبة 41% ارتيابهم من كونهم لادينيين في مجتمع غالبيته متدينة.
وهناك دراسات أخرى حددت النسبة التقديرية للمُلحدين واللاأدريين وغير المؤمنين بوجود إله شخصي بأنها نسبة منخفضة أحادية الرقم كما في بولندا ورومانيا وقبرص ودول أوروبية أخرى، ووصولًا إلى 60% في فنلندا و 72% في النرويج و 80% في الدنمارك و 78% في السويد. ووفقا للدراسات الاستقصائية ليوروباروميتر عام 2010، فإن 51% من دول الاتحاد الأوروبي يؤمنون بوجود إله، بينما يُؤمن 26% بوجود نوع من الروح أو القوة العليا، وهناك نسبة 20% لا يؤمنون بما سبق، فيما بقيت نسبة 3% لم تضح لديهم الرؤية بشكل كافٍ. ووفقًا للمكتب الأسترالي للإحصاء عام 2011، فإن هناك نسبة 22% من الأستراليين بلا دين، وهي الفئة التي تشمل اللاأدريين أيضًا. كما أن هناك نسبة ما بين 64% و 65% من اليابانيين، و 81% من الفيتناميين مُلحدين ولاأدريين، أو لا يؤمنون بوجود إله.

## الانتقادات
انتُقدت اللاأدرية العديد من وجهات نظر المتنوعة. اعتبر بعض المفكرين الدينيين أنها تحد من قدرة العقل على معرفة الحقيقة المادية. فيما انتقد بعض المُلحدين استخدام مصطلح اللاأدرية بوصفه لا يُمكن تمييزه عمليًا عن الإلحاد، ما يُؤدي إلى انتقادات متكررة من أولئك الذين يتبنون هذا المصطلح لتجنب التسمية الملحدة. وعلى سبيل المثال، كتب الفيلسوف الأرجنتيني ماريو بونخي: «من المُرجح أن يكون اللاأدري مُلحدًا خجولًا، خائفًا من أن يكون مخطئًا، أو من أن يتهم بالدوغمائية أو التمييز.»
رفض بعض المفكرين والفلاسفة صحة اللاأدرية، باعتبارها تحد من قدرة الإنسان على معرفة الواقع، حيث يكون الذكاء بها عنصرًا غير مادي بل روحاني، مؤكدين على أنه عدم القدرة على رؤية أو اتخاذ بعض الأمور لا يعني بالضرورة إنكار وجودها، واستشهدوا ببعض الأمثلة مثل الجاذبية والإنتروبيا والعقل والتفكير.

### الموحدون
أكد النقاد الموحدون أن اللاأدرية هي مسألة مستحيلة من الناحية العملية، وذلك لأنه يُمكن فقط العيش إذا كان الله موجودًا أو غير موجود.
انتقد بعض علماء الدين مثل لورانس بي براون سوء استخدام المصطلح، مشيرًا إلى أنه أصبح واحدًا من أسوأ المفاهيم المستخدمة في الميتافيزيقيا. وتساءل براون قائلًا: «أنت تدّعي بأنه لا يمكن معرفة شيء على وجه اليقين [...]، فكيف إذن يمكنك أن تكون متأكدًا لهذه الدرجة؟».

### الكاثوليك
وفقًا لجوزيف راتزينجر، فإن اللاأدرية القوية تُناقض نفسها من خلال التأكيد على قدرة العقل عمليًا على معرفة الحقيقة، وأنها تلقي اللوم على استبعاد العقل من الدين والأخلاقيات من الأمراض الخطيرة مثل الجرائم ضد الإنسانية والكوارث البيئية.
قال راتزينجر أن اللاأدرية هي ثمرة رفض المعرفة التي تُقدَّم للبشرية [...] فمعرفة الله دائمًا موجودة. وأكد أن اللاأدرية هي خيار من الراحة والفخر والسيطرة وفائدة الحقيقة، وهو ما يتعارض مع المواقف التالية: النقد الذاتي الأكثر عنفًا والاستماع المتواضع للوجود بأكمله والصبر المستمر والتصحيح الذاتي للمنهج العلمي مع الاستعداد للتطهر عبر الحقيقة.
تعتبر الكنيسة الكاثوليكية أن ما يُسمى باللاأدرية الجزئية أمرًا يستحق الدراسة، ولا سيما تلك الأنظمة التي لا تُشير إلى بناء فلسفة كاملة لما هو مجهول، ولكن في استبعاد أنواع خاصة من الحقيقة بمجال المعرفة، وبخاصة الدينية. وعلى الرغم من ذلك، فقد عارضت الكنيسة تاريخيًا الرفض التام لقدرة العقل البشري على معرفة الله. وقد أصدر المجمع الفاتيكاني الأول مرسومًا قال فيه «إن الله، أولًا وآخرًا، يُمكنه عن طريق الضوء الطبيعي للعقل البشري أن يعرف عن نفسه يقينيًا من خلال إبداعه الخلقي». ووفقًا للموسوعة الكاثوليكية، فإن هذا لا يعتمد على نظام فلسفي تاريخي، ولكن على الكتاب المقدس.
جادل الفيلسوف المسيحي بليز باسكال أنه حتى وإن لم تكن هناك أدلة واضحة تُثبت وجود الله، فإن على اللاأدريين أن يخوضوا ما يُعرف برهان باسكال: «إن القيمة اللا نهائية المتوقعة من قبول فكرة وجود الله، هي أكبر من القيمة المحدودة الواردة من رفضها، مما يجعل فكرة الرهان أكثر أمانًا لاختيار الإيمان». واستشهد كل من بيتر كريفت ورونالد تاثيلي بعشرين حجة تُثبت وجود الله، مؤكدين على أن أي طلب للأدلة المعملية هو أن نسأل الله، الخالق الأسمى، أن يُصبح قاضيًا لحوائج البشر.

### الملحدون

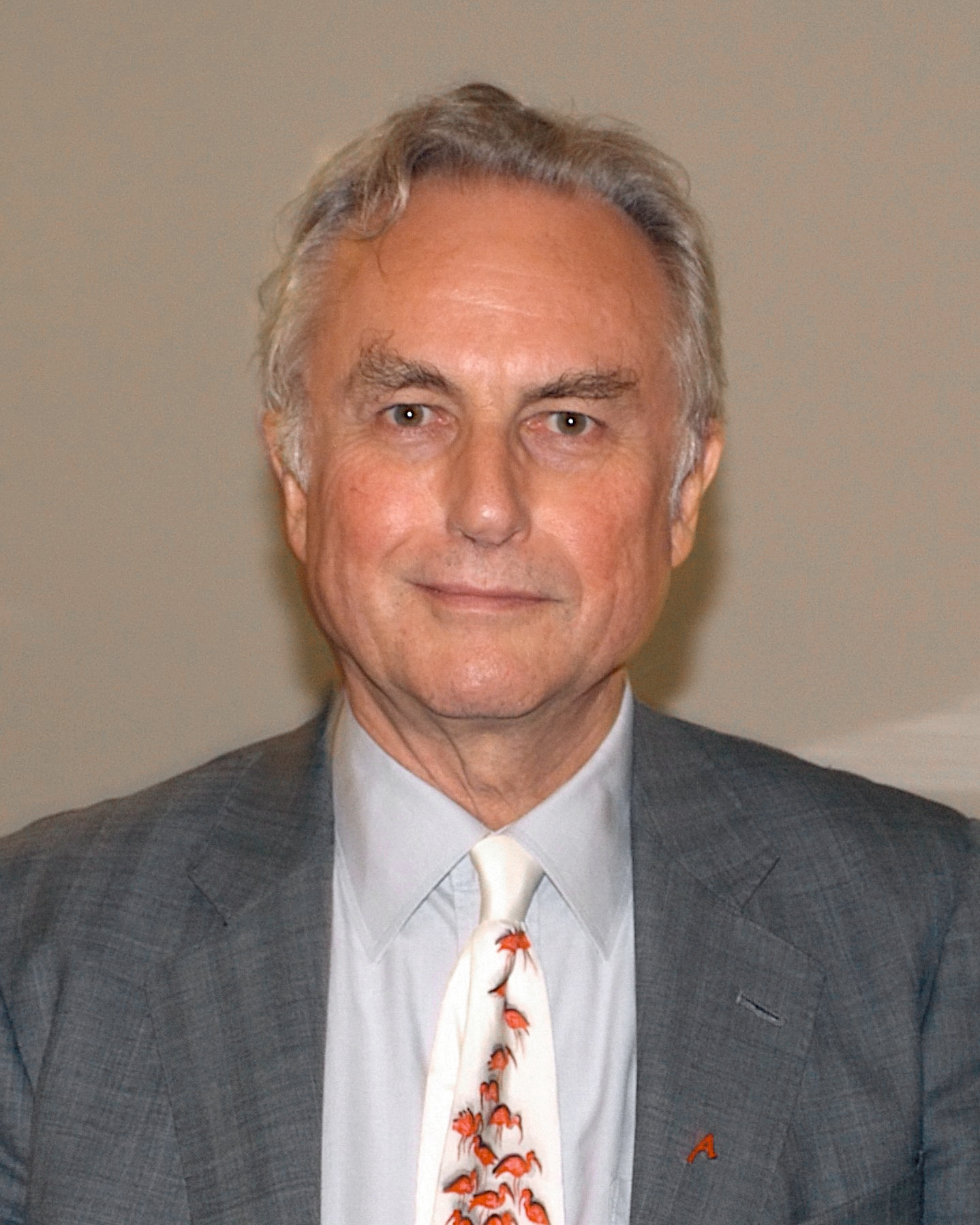
ريتشارد دوكينز.

غلاف كتاب وهم الإله.

في الوقت الذي أشاد فيه العالم البريطاني ريتشارد دوكينز باللاأدرية المؤقتة في الممارسة العملية فيما يخص المسائل التي لها جوابًا، ولكنها تفتقر إلى الأدلة لإعطاء إجابة محددة، انتقد اللاأدرية الدائمة من حيث المبدأ أو ما تُعرف باللاأدرية القوية، في مسائل الدين، حيث يُعد وجود إله من عدمه حقيقة علمية كونية قابلة للاكتشاف من حيث المبدأ إن لم تكن عبر الممارسة. وتساءل في كتابه «وهم الإله» حول اللاأدرية مع أسس علمية وفلسفية للحفاظ على موقف محايد بخصوص قضية وجود أو عدم وجود إله. وناقش في كتابه وهم الإله اللاأدرية مع الأسس العلمية والفلسفية للوصول إلى موقف محايد فيما يتعلق بوجود الإله من عدمه.
كما انتقد أيضًا القفزة المنطقية لتأكيد الأشياء التي لا يُمكن دحضها عند القول بأن حقيقة وزيف وجوده موجودون بنسب متساوية على الأرجح، مثل إبريق راسل أو وحش السباجيتي الطائر، والتي يُمكنها تقييم فرضية حقيقة وجود إله. فمن الناحية العملية، فنتحرك من الإبريق- اللاأدري نحو الإبريق الإلحادي. وقد اقتُرح مقياس دوكينز للتمييز بين الموقفين: في حالة اقترابها من الصفر، سيكون على استعداد لتقدير احتمالية وجود الإله. وجادل دوكينز أن الأدلة والمنطق بعيدين كل البعد عن وضع أنفسنا في منتصف الـ50%، حيث أعلن أن اللاأدري موجود بالقدر نفسه كالذي أكون به فيما يتعلق بالجنيات في داخل الحقيقة.

## مفاهيم ذات صلة
الغنوسطية هي الموقف الذي يقترح تعريفًا ثابتًا للألوهية، والتي ينبغي ضبطها قبل مناقشة مسألة وجودها. وإذا كان التعريف المختار غير متسق، فإن اللاأدري سوف يدافع عن منظور عدم الإدراك الإلهياتي عن تلك الجملة غير المفهومة أو التي لا يُمكن إثباتها. واعتبر بعض الفلاسفة مثل ألفرد آير وثيودور درانج وآخرون أن الإلحاد واللاأدرية يتعارضا مع الغنوسطية، حيث أنهما يقبلان بوجود إله، هو اقتراح ذو مغزى يمكن الاتفاق عليه أو ضده.

## وصلات خارجية
- تقديرات وكالة المخابرات المركزية عن الانتماء الديني حسب البلد - كتاب حقائق العالم (بالإنجليزية)
- خريطة تفاعلية للعالم تُوضح أتباع اللاأدرية حسب البلد. (بالإنجليزية)
- اللاأدرية والإلحاد من موسوعة ستانفورد للفلسفة. (بالإنجليزية)
- الأديان والنظم الأخلاقية: اللأدريين واللاأدرية، عدم اليقين بوجود الإله. (بالإنجليزية)
- اللاأدرية من موسوعة الدين والعلم. (بالإنجليزية)
- اللاأدرية - قاموس تاريخ الأفكار، مكتبة جامعة فرجينيا (بالإنجليزية)